# Zodarion guadianense
Zodarion guadianense là một loài nhện trong họ Zodariidae.
Loài này thuộc chi Zodarion. Zodarion guadianense được Cardoso miêu tả năm 2003.